# Alekseï Glazyrine
Alekseï Aleksandrovitch Glazyrine (en russe : Алексей Александрович Глазырин), né le 1er août 1922 à Glazov et mort le 13 avril 1971 à Moscou, est un acteur soviétique.

## Biographie
Alekseï Glazyrine sort diplômé de l'Académie russe des arts du théâtre (classe de Vladimir Belokurov) en 1944. Il se produit sur scène du théâtre Tchekhov de Taganrog en 1944-1954, théâtre Krasny fakel de Novossibirsk en 1954-1961, puis, au théâtre Stanislavski de Moscou. 
L'artiste meurt à Moscou à l'âge de quarante-huit ans, une semaine après la sortie du film Gare de Biélorussie où il a tenu le rôle d'un vétéran de la Seconde Guerre mondiale qui est considéré comme l'un des meilleurs de sa carrière. 
Alekseï Glazyrine est enterré au cimetière de la Présentation de Moscou.

## Filmographie partielle
- 1963 : La Tragédie optimiste (Оптимистическая трагедия) de Samson Samsonov : meneur
- 1964 : Les vivants et les morts (Jivye i miortvye, Живые и мёртвые) de Aleksandr Stolper : commissaire politique
- 1966 : Guerre et Paix (Война и мир, Voïna i mir) de Serge Bondartchouk : médecin militaire
- 1967 : Vij (Вий) de Constantin Erchov et Gueorgui Kropatchev : sotnik
- 1967 : Brèves Rencontres (Короткие встречи) de Kira Mouratova : Semion Semionovitch
- 1968 : Le Septième Compagnon (Седьмой спутник, Sedmoï spoutnik) d'Alekseï Guerman : président du tribunal
- 1968 : Le Glaive et le Bouclier (Щит и меч) de Vladimir Bassov : major Steinglitz
- 1970 : Libération (Освобождение) de Iouri Ozerov : général Ponomarenko
- 1970 : Gare de Biélorussie (Белорусский вокзал) de Andreï Smirnov : Kharlamov[1]